# David da Bulgária
David (em búlgaro:  Давид; m. 976) foi um nobre búlgaro, irmão do imperador Samuel e filho mais velho do conde Nicolau, senhor de Sérdica (Sredets). Depois da desastrosa invasão dos rus' de Quieve e da queda do nordeste da Bulgária para as forças bizantinas em 971, ele seus três irmãos mais novos, Moisés, Aarão e Samuel, tomaram a frente da defesa do que restava do Império Búlgaro na ocasião. Eles eram chamados de cometópulos ("filhos do conde") e governaram juntos o país enquanto os herdeiros legítimos, Bóris II e Romano, estavam presos em Constantinopla. Para isso, dividiram o país em quatro regiões e David governou a mais meridional tendo como bases Prespa e Castória. Ele era responsável pela defesa das perigosas fronteiras com Tessalônica e a Tessália. Em 976, ele participou de um grande assalto ao Império Bizantino, mas foi morto por bandos valáquios quando retornava.

## Outra teoria
Há uma outra versão sobre a origem de David. Segundo ela, ele teria recebido o título de conde durante um período a serviço do exército bizantino, que recrutava muitos armênios na região oriental do império. O historiador do século XI Estêvão de Taraunitis escreveu que Samuel tinha um irmão e que ambos eram armênios do distrito de Terjane, uma versão que é apoiada pelos historiadores Nicholas Adontz, Jordan Ivanov e pela Inscrição de Samuel, onde se lê que o irmão do imperador era David, sem fazer menção aos demais. Além disso, os historiadores Iáia e Al Makin claramente distinguem a linhagem de Samuel e David (os Cometópulos) da de Moisés e Aarão (da linhagem real):
Segundo esta teoria, estas seriam as descendências de Samuel e Nicolau:
| - Simeão I (linhagem real) - Miguel - Pedro I (casado com Irene (Maria) Lecapena, de ascendência armênia - Bóris II - Romano - João (Ivã; casado com uma armênia em Cesareia) - Moisés - Aarão - João Vladislau - Benjamim (Bajan) | - Nicolau (Cometópulos) - David - Samuel - Gabriel Radomir - Diversos outros |